# یانوش زاکژینسکی
یانوش زاکژینسکی (لهستانی: Janusz Zakrzeński؛ ۸ مارس ۱۹۳۶ – ۱۰ آوریل ۲۰۱۰) بازیگر اهل لهستان بود. وی بین سال‌های ۱۹۵۸ تا ۲۰۱۰ میلادی فعالیت می‌کرد.
از فیلم‌هایی که وی در آن نقش داشته است، می‌توان به تسبیح انار، گفتار پایانی نورنبرگ، لهستان بازسازی‌شده، وقتی منو بگیری باهام چکار می‌کنی؟، خاکستر، سال‌های شیرین، قماری بالاتر از زندگی، داستان گناه و رمز انیگما اشاره کرد.